# Tekkonkinkreet
Tekkonkinkreet (鉄コン筋クリート, Tekkonkinkurīto, a pronúncia errônea de uma criança para "Tekkin Konkurito" [concreto reforçado por aço]), conhecido em português como Preto & Branco, é uma série de mangá seinen de três volumes de Taiyō Matsumoto, que foi originalmente publicado de 1993 a 1994 na revista Big Comic Spirits da Shogakukan. Foi adaptado para um filme longa-metragem japonês de anime de 2006 dirigido por Michael Arias. O filme ganhou o Prémio de Animação do Ano nos 31º Prémios da Academia do Japão.
A história se passa na cidade fictícia de Takaramachi (Cidade do Tesouro) e se concentra em duas crianças de rua órfãs Preto (Kuro) e Branco (Shiro), conhecidos como Gatos - como eles lidam com a yakuza tentando tomar Takaramachi.